# Sede titolare di Naiera
Naiera (in latino: Naiarensis) è una sede titolare della Chiesa cattolica.

## Storia
Naiera fa riferimento alla città di Nájera, luogo che, per almeno due secoli (X-XII), fu sede dei vescovi di Calahorra.
Dal 1969 Naiera è annoverata tra le sedi vescovili titolari della Chiesa cattolica; dal 15 maggio 2017 il vescovo titolare è Bernard Edward Shlesinger, vescovo ausiliare di Atlanta.

## Cronotassi dei vescovi titolari
- Patrick Vincent Ahern † (3 febbraio 1970 - 19 marzo 2011 deceduto)
- Timothée Bodika Mansiyai, P.S.S. (2 febbraio 2012 - 19 novembre 2016 nominato vescovo di Kikwit)
- Bernard Edward Shlesinger, dal 15 maggio 2017